# Козлов, Александр Павлович
Александр Павлович Козлов (23 ноября (5 декабря) 1802 — 7 (19) июня 1857) — генерал-лейтенант, участник русско-персидской войны  и русско-турецкой войны.

## Биография
Родился в Санкт-Петербурге 23 ноября (5 декабря) 1802 года — сын Павла Фёдоровича Козлова (1776—1818) от его брака с фрейлиной двора Екатериной Николаевной Арсеньевой (1778—1822); внук героя штурма Измаила Н. Д. Арсеньева.
Воспитывался в Дворянском полку. Службу начал в 1821 году юнкер лейб-гвардии Московского полка, с 1822 года — прапорщик, а с 1823 — подпоручик. После восстания декабристов в 1826 году был переведён в Кавказский отдельный корпус за «соприкосновенность с лицами, причастными к злоумышлению и государственному преступлению». В 1828 году состоял в эскорте русской дипломатической миссии при Туркманчайском договоре с Персией, с 1829 года — штабс-капитан.
С 1846 года — генерал-майор. С 1 января 1847 года командовал 2-й бригадой 2-й гренадерской дивизии, с 6 декабря 1849 по 31 декабря 1854 года — Измайловским лейб-гвардии полком. С 1849 года до своей смерти был Санкт-Петербургским военным комендантом. В 1850 году был зачислен в Свиту Его Величества — генерал-адъютант; с 1857 года — генерал-лейтенант. Скончался от апоплексического удара 7 (19) июня 1857 года, похоронен на Смоленском православном кладбище в Петербурге.

## Награды
- Орден Святой Анны 4-й степени (1827);
- Золотая полусабля за храбрость (1827);
- Орден Святого Владимира 4-й степени с бантом (1828);
- Знак отличия «За военное достоинство» 4-й степени (1831);
- Орден Святого Георгия 4-й степени за 25 лет службы (1842);
- Орден Святой Анны 2-й степени (1845).
- Орден Святого Владимира 3-й степени (1849);
- Знак отличия за XXV лет беспорочной службы (1850);
- Орден Святого Станислава 1-й степени (1852);
- Орден Святой Анны 1-й степени (1855).

Иностранных государств:
- Персидский Орден Льва и Солнца 3-й степени (1827).

## Семья
Жена (с 1830 года) — Устинья Васильевна Зиновьева (15.10.1808—04.03.1897), внучка первой начальницы Екатерининского института; одна из дочерей многодетного сенатора Василия Николаевича Зиновьева от его второй жены Устиньи Фёдоровны Брейткопф. По словам Витте, «семейство Козловых было очень почтенное, дворянское». Вместе с мужем была дружна с братьями Кюхельбекерами и Глинкой. Похоронена рядом с мужем в Петербурге. Дети:
- Алексей (1831—1901)
- Екатерина (1832—02.08.1910), жена тайного советника, камергера Николая Николаевича Сущова (1830—1908).
- Александр (1837—1924), генерал-лейтенант.
- Василий (1839—1888)
- Павел (1842—1891), адъютант и друг великого князя Александра Александровича, генерал-майор.